# David Pirri
David Almazán Abril (Sabadell, Barcelona, España, 12 de febrero de 1974), conocido como David Pirri, es un exfutbolista y entrenador español. Jugaba de centrocampista. Actualmente es el responsable de la Selección sub-14 de China.

## Trayectoria

### Como jugador
Criado en Badia del Vallès —por aquel entonces, Ciudad Badia—, empezó a jugar al fútbol en el equipo local. Desde pequeño fue conocido con el apodo de Pirri, en referencia al exjugador del Real Madrid C. F., José Martínez Sánchez. Con catorce años ingresó en el fútbol base del F. C. Barcelona. Empezó la temporada 1992-93 en el juvenil azulgrana y, tras un breve paso por el F. C. Barcelona "C", a mitad de curso subió al F. C. Barcelona "B". Con el filial, permaneció tres campañas en Segunda División. En ese período Johan Cruyff le hizo jugar varios partidos amistosos con el primer equipo y un único encuentro oficial, el 15 de noviembre de 1994, ante la U. E. Figueres, con motivo de los cuartos de final de la Copa Cataluña.
En el verano de 1995 fichó por el C. P. Mérida, que esa temporada debutaba en Primera División. Allí coincidió con Francisco Javier Mori, también apodado Pirri, lo que hizo que a partir de ese momento pasasen a ser conocidos como David Pirri y Pirri Mori, respectivamente. Su primer encuentro en la máxima categoría lo disputó el 24 de septiembre de 1995 en el estadio de San Lázaro ante la S. D. Compostela. Al finalizar la temporada el club emeritense descendió a Segunda. En la siguiente campaña recuperó la categoría, para volver a descender nuevamente un año después.
Tras cuatro años en el Mérida, en el verano de 1999 fichó por el R. C. Deportivo de La Coruña. Sin embargo, el club gallego, con exceso de futbolistas en su plantilla, nunca llegó a tramitarle la ficha federativa y finalmente lo cedió a la U. D. Las Palmas para la campaña 1999-2000. Poco después de llegar al equipo canario sufrió una rotura del cartílago del cóndilo femoral interno de la rodilla derecha, lesión que lo dejó inactivo gran parte de la temporada. A pesar de todo, con los amarillos vivió un nuevo ascenso a Primera, el tercero de su carrera. A pesar de regresar a La Coruña, durante la temporada 2000-01 afrontó una nueva cesión, esta vez al C. D. Numancia de Soria, de Primera División. En el verano de 2001 realizó la pretemporada con el Deportivo, aunque a última hora fue de nuevo descartado, siendo cedido en el mes de septiembre al Real Sporting de Gijón, de Segunda División.
En julio de 2002 firmó un contrato de tres años con el Real Zaragoza. En el equipo maño nunca logró hacerse con un puesto fijo en la titularidad, aunque a nivel de club logró un ascenso a Primera División —el quinto de su carrera— y, además, una Copa del Rey y una Supercopa de España en el año 2004. Una vez finalizado su contrato con el Zaragoza, en julio de 2005, se comprometió con el Albacete Balompié de Segunda División. En el verano de 2006 tuvo la oportunidad de volver a Primera con el Club Gimnàstic de Tarragona; sin embargo, tras realizar la pretemporada a modo de prueba, el club descartó finalmente su contratación. Finalmente, acabó regresando a Mérida, para jugar en Segunda B con el Mérida U. D. La temporada 2007-08 fue la última que disputó en activo, en la que regresó a su ciudad natal para defender los colores del C. E. Sabadell F. C.

### Como entrenador
Inició su carrera como entrenador en el fútbol base del C. E. Sabadell F. C. En noviembre de 2009, cuando entrenaba al equipo juvenil, fue requerido para sentarse en el banquillo del primer equipo, tras el cese de Ramón Moya. De cara a la temporada 2014-15 se anunció su incorporación como técnico al Terrassa F. C., cargo del que fue destituido el 11 de enero de 2016. El 4 de julio de 2017 se anunció su incorporación al Shanghái Greenland Shenhua chino para dirigir al equipo de categoría sub-16.

## Clubes

### Como jugador
| Club                    | País   | Año       |
| ----------------------- | ------ | --------- |
| F. C. Barcelona "C"     | España | 1993      |
| F. C. Barcelona "B"     | España | 1993-1995 |
| C. P. Mérida            | España | 1995-1999 |
| U. D. Las Palmas        | España | 1999-2000 |
| C. D. Numancia de Soria | España | 2000-2001 |
| Real Sporting de Gijón  | España | 2001-2002 |
| Real Zaragoza           | España | 2002-2005 |
| Albacete Balompié       | España | 2005-2006 |
| Mérida U. D.            | España | 2006-2007 |
| C. E. Sabadell F. C.    | España | 2007-2008 |

### Como entrenador
| Club                 | País        | Año       |
| -------------------- | ----------- | --------- |
| C. E. Sabadell F. C. | España      | 2009-2010 |
| Terrassa F. C.       | España      | 2014-2016 |
| SH Shenhua juvenil   | China       | 2017-2020 |
| Sant Andreu          | España      | 2021-2022 |
| Bayamón F. C.        | Puerto Rico | 2022      |
| China sub-14         | China       | 2023-     |

## Palmarés

### Campeonatos nacionales
| Título              | Club             | País   | Año  |
| ------------------- | ---------------- | ------ | ---- |
| Segunda División    | C. P. Mérida     | España | 1997 |
| Segunda División    | U. D. Las Palmas | España | 2000 |
| Copa del Rey        | Real Zaragoza    | España | 2004 |
| Supercopa de España | Real Zaragoza    | España | 2004 |